# Ksar Oulad Driss
Ksar Oulad Driss (en arabe : قصر أولاد ادريس) est un village fortifié dans la province de Zagora, région de Draa-Tafilalet au sud-est du Maroc .